# Herbert Grönemeyer
Herbert Arthur Wiglev Clamor Grönemeyer (født 12. April 1956 i Göttingen) er en tysk musiker, musikproducer, sanger, komponist, sangtekstforfatter og skuespiller. I Danmark
er han kendt for sin rolle i den tyske film Das Boot, og sin sang "Celebrate the day" til VM i 2006. Siden 1984 har alle hans tysksprogede albums ofte været nummer et på de tyske hitlister. Hans hidtil mest succesrige album "Mensch" (2002) solgte 3,7 millioner gange, inklusive 3,15 millioner i Tyskland, hvilket gør det til et af de bedst sælgende tyske album siden 1975.

## Liv og virke
Da Herbert Grönemeyer blev født, boede hans forældre i Clausthal-Zellerfeld. Grönemeyers mor var sygeplejersken Hella Carin. Hans far var mineingeniøren Wilhelm Grönemeyer (1916-2003) fra Westfalen.
Han var det yngste barn i familien. Da han var omkring et år gammel, flyttede hans forældre med ham fra Clausthal-Zellerfeld til Bochum, hvor han voksede op. Han modtog som otteårig klaverundervisning og beskriver sin opvækst således: ”Jeg voksede op mellem kærlighed, kunstnerisk hengivenhed og en streng opdragelse.” I Bochum var han blandt andet involveret i skolekoret. Grönemeyer tjente sine første penge som pianist og skuespiller i teatret "Schauspielhaus Bochum" .
Grönemeyer giftede han sig med sanger og skuespiller Anna Henkel-Grönemeyer i 1993 og sammen fik de to børn. Grönemeyers bror, Wilhelm, døde af leukæmi 1. november 1998 og lidt over en uge senere, 10. november, døde Anna af brystkræft. 2016 giftede han med Josefine Cox. Grönemeyer har siden 1993 ejet et hus i Zehlendorf, Berlin.

### Studiealbums
- 1979 Grönemeyer er hans første studiealbum
- 1980 Zwo er også kendt som Grönemeyer Zwo, værket indeholder udelukkende kompositioner fra ham selv.
- 1982 Total egal var det første af to albums fra Grönemeyer, der blev produceret af Edo Zanki (1952-2019).
- 1983 Gemischte Gefühle var produceret i sammenarbejde med Edo Zanki.
- 1984 4630 Bochum er det første album af Grönemeyer for musikselskabe EMI.
- 1986 Sprünge indeholder foruden personlige betragtninger (Mehr geht leider nicht, Nur noch so, Unterwegs) også politiske temaer.
- 1988 Ö opnåede i Tyskland, Østrig og Schweiz førstepladsen på hitlisterne.
- 1990 Luxus. Grönemeyer ville efter den popagtige Ö vise, at stadig kunne være mere seriøs. Han kunne ikke dele begejstringen for Tysklands genforening, som viser sig i Hartgeld.
- 1993 Chaos. Også på Chaos fulgte Grönemeyer sin blanding af kærlighedsballader og politiske temaer.
- 1998 Bleibt alles anders. Grönemeyer mener selv, at Bleibt alles anders et en indviklet og trist album.
- 2002 Mensch handler om at miste og sorgen derefter.
- 2007 12 er hans studioalbum. Han har også fødselsdag den 12. april og i albummet er der 12 sange.
- 2011 Schiffsverkehr. Med dette album afsluttede han fasen med sorgen. Albummet blev set som en tilbagevenden til den tyske rock og 1980erne.
- 2014 Dauernd jetzt. Hans Dauernd jetzt koncertturné fra den 12. maj 2015 til den 11. Juni 2016. Turnéen omfattede 40 koncerter og førte Grönemeyer gennem tyskland, Holland, Østrig og Schweiz.
- 2018 Tumult handler blandt andet om modstand mod racismen.